# Koskinakra
Koskinakra is een geslacht van uitgestorven weekdieren uit de klasse van de Gastropoda (slakken).

## Soort
- Koskinakra thracica Harzhauser, Mandic, Büyükmeriç, Neubauer, Kadolsky & Landau, 2016 †